# نقش تذكاري

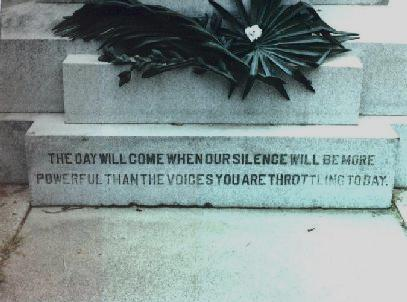
نقش تذكاري أسفل الضريح عن تفجير هايماركت بشيكاغو
«سيأتي اليوم الذي يرتفع فيه صوت صمتنا ليصبح أقوى من أصوات صراخكم اليوم.»

النقش التذكاري والكتابة أو القَبْرِيَّة (ما كُتب على القبر) أو التَّذكارية (الكلمة القصيرة عند موته) هو خطاب تذكاري على الضريح عينه لتكريم المتوفى، وغالبًا ماتكون لغة لغة مجازية. أخذت الكلمة من كلمة (ἐπιτάφιος) اليونانية التي تنطق (إبيتافيوس)، فالمقطع «إبي» بمعنى فوق و«تافوس» بمعنى قبر. تصفح (فن الشعائر الجنائزية).